# Antistreptolysine O
L'antistreptolysine O (ASLO) est l'anticorps dirigé contre la streptolysine O, une exotoxine hémolytique streptococcique immunogène et labile à l'oxygène, produite par la plupart des souches de bactéries Streptococcus du groupe A et de nombreuses souches des groupes C et G. Le « O » dans le nom signifie oxygène-labile ; l'autre toxine apparentée étant la streptolysine-S stable à l'oxygène. La fonction principale de la streptolysine O est de provoquer une hémolyse, en particulier la bêta-hémolyse.
Des taux élevés d'ASLO dans le sang pourraient s'accompagner de dommages au niveau du cœur et aux articulations (rhumatisme articulaire aigu ou autres complications post-streptococciques). Dans la plupart des cas, la pénicilline est utilisée pour traiter les patients présentant des niveaux élevés d'ASLO.

## Signification clinique
Lorsque le corps est infecté par des streptocoques, il produit des anticorps contre les différents antigènes produits par les streptocoques. L'ASLO est l'un de ces anticorps. Un niveau élevé ou en hausse peut indiquer une infection passée ou présente. Il a été historiquement l'un des premiers marqueurs bactériens utilisés pour le diagnostic et le suivi du rhumatisme articulaire aigu ou de la scarlatine. Son importance à cet égard n'a pas diminué.[réf. nécessaire]
Étant donné que ces anticorps sont produits sous forme d'une réaction d'anticorps retardée contre les bactéries susmentionnées, il n'y a pas de valeur normale. La présence de ces anticorps indique une exposition à ces bactéries. Cependant, comme de nombreuses personnes sont exposées à ces bactéries et restent pourtant asymptomatiques, la simple présence d'ASLO n'a pas de signification pathologique.
Les valeurs acceptables, lorsqu'il n'y a pas de suspicion clinique de rhumatisme, sont les suivantes :[réf. nécessaire]
- Adultes  < 200 unités
- Enfants  < 100 unités

Ce titre n'a de signification que s'il est très élevé (> 200), ou si une élévation du titre peut être mise en évidence sur des prélèvements sanguins avec un certain temps d'intervalle. Le niveau d'ASLO commence à augmenter après 1 à 3 semaines d'infection streptococcique, culmine en 3 à 5 semaines et retombe à des niveaux insignifiants en 6 mois. Les valeurs doivent être corrélées au contexte clinique.[réf. nécessaire]

## Dosage
Cela se fait par des méthodes sérologiques comme l'agglutination au latex ou l'agglutination sur lame. ELISA peut être effectué pour détecter la valeur exacte du titre. Pour détecter la valeur du titre, par une méthode non ELISA, il faut effectuer l'agglutination ci-dessus en utilisant une technique de dilution en série.[réf. nécessaire]

## Mécanisme d'action
Ces anticorps produits contre la bactérie réagissent de manière croisée avec des antigènes humains (principalement du collagène ) et attaquent ainsi la matrice cellulaire de divers organes, principalement le cœur, les articulations, la peau, le cerveau, etc.[réf. nécessaire]

## Titre d'antistreptolysine O - ASLO
Le dosage d'antistreptolysine O  est une mesure des taux plasmatiques d'anticorps antistreptolysine O utilisés dans les tests pour le diagnostic d'une infection streptococcique ou pour indiquer une exposition passée aux streptocoques. L'ASLO aide à diriger le traitement antimicrobien et est utilisé pour faciliter le diagnostic de la scarlatine, du rhumatisme articulaire aigu et de la glomérulonéphrite post-infectieuse .[réf. nécessaire]
Un test positif est généralement > 200 unités/mL,  mais les plages normales varient d'un laboratoire à l'autre et selon l'âge.
Le taux de faux négatifs est de 20 à 30 %.  Si un faux négatif est suspecté, alors un dosage du titre de l' anti-DNase B doit être recherché. Les faux positifs peuvent résulter d'une maladie du foie et de la tuberculose.